# Seksueel geweld
Seksueel geweld is elke seksuele handeling of poging tot een seksuele handeling door het uitoefenen van geweld of dwang, mensenhandel of daden gericht tegen iemands seksualiteit, ongeacht de relatie met het slachtoffer. Volgens ruimere definities is het gebruik van fysiek geweld of dwang niet per se nodig en is er ook al sprake van seksueel geweld wanneer de seksuele handeling plaatsvindt zonder instemming van de ander. Het treedt zowel op in vredestijd als in conflictsituaties, is wijdverbreid en wordt beschouwd als een van de meest traumatiserende en meest voorkomende schendingen van de mensenrechten.
Seksueel geweld is een ernstig probleem in de gezondheidszorg en heeft grote lange- en kortetermijngevolgen voor de lichamelijke en geestelijke gezondheid, zoals een groot risico op problemen met de seksualiteit en voortplanting, een groter risico op zelfdoding of besmetting met hiv. Moord tijdens seksueel misbruik of ten gevolge van eerwraak na een verkrachting is ook een factor van seksueel geweld. Hoewel vrouwen en meisjes onevenredig hieronder te lijden hebben, kan seksueel geweld iedereen overkomen op elke leeftijd; het is een daad van geweld die evenzeer kan worden gepleegd door ouders, verzorgers, kennissen en onbekenden, als door intieme partners. Het is maar zelden een daad van passie, en is eerder een agressieve daad die er vaak op gericht is macht en dominantie over het slachtoffer uit te oefenen.
Slachtoffers van seksueel geweld worden nog steeds erg gestigmatiseerd, dus de mate waarin het openbaar gemaakt wordt loopt uiteen. In het algemeen is er onderrapportage (het wordt minder gerapporteerd dan het optreedt), waardoor de werkelijke omvang van het probleem wordt onderschat. Bovendien is seksueel geweld een verwaarloosd onderzoeksgebied, dus is beter begrip van het probleem nodig om het tegen te gaan. Huiselijk seksueel geweld wordt onderscheiden van seksueel geweld dat verband houdt met conflicten. Veel mensen die hun echtgenoot dwingen tot seksuele handelingen geloven dat hun acties legitiem zijn omdat ze getrouwd zijn. Oorlogen gaan vaak gepaard met seksueel geweld. Verkrachting wordt vaak gebruikt als methode van oorlogsvoering (seksueel geweld in conflictgebieden) tegen een vijand. Zelfs waar dit in strijd is met de mensenrechten, het gewoonterecht en het internationaal humanitair recht, zijn de mogelijkheden om seksueel geweld tegen te gaan beperkt of bestaan zelfs niet.
Seksueel geweld werd in het verleden wel gezien als iets dat alleen vrouwen overkwam en dat zowel in tijden van oorlog als vrede sinds het oude Griekenland tot midden 20e eeuw gemeengoed en "normaal" was. Dit kon leiden tot ontkenning van dergelijk geweld. Pas aan het einde van de 20e eeuw werd seksueel geweld niet meer gezien als een klein probleem en geleidelijk beschouwd als een misdaad die systematisch moet worden tegengegaan.

## Definities

### Algemeen
Tijdens de tweede feministische golf is de term "seksueel geweld" in Nederland ingevoerd om duidelijk te maken dat dergelijk wangedrag niet als een vorm van seksualiteit of plezier moet worden gezien, maar als een vorm van geweld, en als zodanig bestraft dient te worden. In Nederland omvat de term 'seksueel geweld' aanranding en, als er sprake is van penetratie, verkrachting.
De Wereldgezondheidsorganisatie (WHO) definieerde seksueel geweld in haar World Report on Violence and Health van 2002 als "elke seksuele daad, poging tot een seksuele daad, ongewenste seksuele opmerkingen, toenaderingen of handelingen of anderszins, tegen de seksualiteit van iemand door het gebruik van dwang, door iedereen ongeacht diens relatie met het slachtoffer, in elke omgeving, met inbegrip van maar niet beperkt tot het huis en het werk". De WHO-definitie van seksueel geweld omvat onder meer verkrachting, die is gedefinieerd als fysieke of anderszins gedwongen penetratie van de vulva of anus met een penis, andere lichaamsdelen of een voorwerp. Seksueel geweld bestaat uit een doelgerichte actie, waarvan de bedoeling vaak is het slachtoffer ernstig te vernederen en de menselijke waardigheid aan te tasten. Als anderen gedwongen worden naar daden van seksueel geweld te kijken, zijn dergelijke handelingen erop gericht de gemeenschap te intimideren.
Andere handelingen die onder seksueel geweld vallen, zijn verschillende vormen van aanranding, zoals gedwongen contact tussen mond en penis, vulva of anus, of handelingen zonder fysiek contact tussen het slachtoffer en de dader, bijvoorbeeld seksuele intimidatie, bedreiging en gluren.
Dwang met betrekking tot seksueel geweld kan vele gradaties hebben. Afgezien van fysiek geweld kan het gaan om intimidatie, chantage of andere bedreigingen, zoals dreiging met fysieke schade, ontslag uit een baan of het niet krijgen van een gewenste baan. Er kan ook sprake van zijn wanneer degene die wordt aangevallen niet in staat is toestemming te geven, bijvoorbeeld door dronkenschap, drugsgebruik, slaap of mentale onmacht om de situatie te begrijpen.
Dergelijke brede definities van seksueel geweld zijn te vinden in het internationale recht. In het Statuut van Rome inzake het Internationaal Strafhof (ICC) stelt artikel 7(1)(g) dat "verkrachting, seksuele slavernij, gedwongen prostitutie, gedwongen zwangerschap, gedwongen sterilisatie of elke andere vorm van seksueel geweld van vergelijkbare ernst" misdaden tegen de menselijkheid zijn. Seksueel geweld wordt verder toegelicht in de 'Elementen van Misdrijven', die het Hof gebruikt bij de interpretatie en toepassing van artikel 7. Volgens deze 'Elementen van Misdrijven' is seksueel geweld:
- "Een handeling van seksuele aard jegens een of meer personen of die deze persoon of personen dwingen tot een dergelijke handeling met geweld of dreiging van geweld of dwang, zoals de angst voor geweld, dwang, detentie, psychologische onderdrukking of misbruik van macht, tegen deze persoon of personen of een andere persoon, of door gebruik te maken van een dwingende omgeving, of waar een dergelijke persoon of personen niet in staat zijn oprecht toestemming te geven."

De Speciale Rapporteur voor systematische verkrachting, seksuele slavernij en slavernij-achtige praktijken tijdens een gewapend conflict, definieerde in een rapport uit 1998 seksueel geweld als "elk geweld, fysiek of psychisch, uitgevoerd met seksuele middelen door seksualiteit als doelwit te nemen". Deze definitie omvat zowel fysieke als psychische aanvallen gericht op "de seksuele kenmerken van een persoon, zoals het dwingen van een persoon om zich uit te kleden in het openbaar, verminking van iemands geslachtsdelen, of het afsnijden van de borsten van een vrouw". De definitie van de Speciale Rapporteur verwijst ook naar situaties "waarin twee slachtoffers worden gedwongen tot seksuele handelingen met elkaar of om elkaar op een seksuele manier te beschadigen".
Een grondige definitie is nodig bij het monitoren van het voorkomen van seksueel geweld en het bestuderen van trends in de tijd. Daarnaast helpt een consistente definitie bij de bepaling van de omvang van seksueel geweld en bij de vergelijking van het probleem bij verschillende bevolkingsgroepen. Door consistentie kunnen de onderzoekers risicofactoren en beschermende factoren voor slachtofferschap op uniforme wijze meten. Op basis van dergelijk informatie kunnen betere preventie- en interventiemaatregelen worden genomen.

### Conflict-gerelateerd en huiselijk seksueel geweld
Conflict-gerelateerd seksueel geweld en huiselijk seksueel geweld worden van elkaar onderscheiden.
- Conflict-gerelateerd seksueel geweld is seksueel geweld dat gepleegd wordt door strijders, met inbegrip van rebellen, milities en een regeringsleger. Verschillende vormen van seksueel geweld kunnen in conflicten systematisch gebruikt worden om "te martelen, te verwonden, informatie te krijgen, te vernederen, te bedreigen, te intimideren of te straffen".[22] Seksueel geweld kan in dergelijke gevallen een wapen zijn in de oorlog. Zie Seksueel geweld in conflictgebieden.
- Huiselijk seksueel geweld is seksueel geweld dat gepleegd wordt door intieme partners en andere familieleden of huisgenoten.  Deze vorm van seksueel geweld is wijdverbreid, zowel tijdens conflicten als in vredestijd. Algemeen wordt aangenomen dat het aantal gevallen van huiselijk seksueel geweld toeneemt in oorlogstijd en in gebieden na een conflict.

## Slachtoffers

### Spectrum
Vele verschillende mensen kunnen het slachtoffer worden van seksueel geweld; onder meer vrouwen, mannen, mensen die zich anders definiëren, zoals transgender personen, en kinderen. Onder de term 'seksueel geweld' kan, naast geweld dat seksueel van aard is, ook gendergerelateerd geweld en geweld dat is gebaseerd op seksualiteit worden verstaan. Gendergerelateerd geweld kan voorkomen in de vorm van vrouwenbesnijdenis, gedwongen huwelijken, gedwongen abortussen, gedwongen prostitutie, gedwongen sterilisatie en gedwongen zwangerschap. Onder geweld gebaseerd op seksualiteit valt geweld vanwege seksuele voorkeur of geaardheid, waaronder antihomoseksueel geweld, correctieve verkrachting, steniging of eerwraak bij overspel en blaming-the-victim.
De meeste onderzoeken, rapporten en studies richten zich op seksueel geweld tegen vrouwen en seksueel geweld in gewapende conflicten. Verhalen in de media over seksueel geweld geven ook vaak mannen weer als daders en vrouwen als slachtoffers. Vrouwen ondervinden inderdaad onevenredig veel schade van seksueel geweld; seksueel geweld wordt echter zowel door mannen als door vrouwen gepleegd, en evenzeer in vredestijd als tijdens conflicten.
Mensen kunnen het slachtoffer worden van seksueel geweld om hun seksuele oriëntatie of gedrag. Dergelijke "correctieve verkrachtingen" worden uitgevoerd om het slachtoffer zich te laten aanpassen aan de heteroseksuele geaardheid of meer geaccepteerd gedrag ('corrigeren', vanuit het perspectief van de dader), of om ze te 'straffen' voor het gedrag dat ze tot dusver (zouden) hebben vertoond.

### Huiselijk seksueel geweld
Huiselijk seksueel geweld omvat alle vormen van ongewenste seksuele activiteit. Het wordt beschouwd als misbruik, zelfs als het slachtoffer eerder vrijwillig seksuele activiteiten met de dader uitvoerde. Zowel mannen als vrouwen kunnen het slachtoffer worden van deze vorm van misbruik.
Een studie van de WHO uit 2006 naar fysiek en seksueel geweld tegen vrouwen, uitgevoerd in tien landen, toonde aan dat het voorkomen van huiselijk seksueel geweld uiteenloopt van gemiddeld 10% en 50%. Huiselijk seksueel geweld komt ook aanzienlijk minder vaak voor dan andere vormen van huiselijk geweld. De verschillen in de bevindingen tussen en binnen landen suggereren dat dit soort misbruik niet onvermijdelijk is en voorkomen kan worden.

### Vrouwen
Seksueel geweld tegen vrouwen en meisjes kent vele vormen en wordt gepleegd in verschillende situaties en contexten. Het WHO World Report on Violence and Health noemt de volgende manieren waarop seksueel geweld tegen vrouwen wordt gepleegd:
- Systematische verkrachting tijdens een gewapend conflict
- Verkrachting binnen het huwelijk en datingrelaties
- Verkrachting door vreemden, maar anders dan systematische verkrachting tijdens een gewapend conflict
- Ongewenste intimiteiten of aanranding, waaronder seks eisen in ruil voor gunsten
- Seksueel misbruik van verstandelijk of lichamelijk gehandicapten
- Seksueel misbruik van kinderen
- Gedwongen huwelijk of samenwonen, met inbegrip van het kinderhuwelijk
- Ontzegging van het recht op gebruik van anticonceptie of andere maatregelen tegen seksueel overdraagbare aandoeningen
- Gedwongen abortus
- Gewelddadige handelingen tegen de seksuele integriteit van vrouwen, met inbegrip van genitale verminking van vrouwen en de verplichte controle van de maagdelijkheid
- Gedwongen prostitutie en mensenhandel met het oog op seksuele uitbuiting

Seksueel geweld is een van de meest voorkomende en wijdverspreide schendingen waar vrouwen in oorlogstijd aan worden onderworpen. Het is ook een van de meest traumatische ervaringen, zowel emotioneel als psychologisch, die vrouwen meemaken tijdens een conflict. Seksueel geweld, in het bijzonder verkrachting, wordt vaak beschouwd als een methode van oorlogsvoering; het wordt niet alleen gebruikt als marteling, om te verwonden, informatie te verkrijgen, te vernederen, verplaatsen, intimideren, straffen of vernietigen", maar ook als strategie om gemeenschappen te destabiliseren en mannen te demoraliseren. Het gebruik van seksueel geweld als oorlogswapen was wijdverspreid in conflicten zoals in Rwanda, Soedan, Sierra Leone en Kosovo.
De daders van het op vrouwen gerichte geweld in tijden van conflict zijn vaak de gewapende groepen en lokale mensen.

### Mannen
Net als bij seksueel geweld tegen vrouwen, kan seksueel geweld tegen mannen verschillende vormen aannemen en voorkomen in elke omgeving, zoals thuis of op het werk, in gevangenissen en in de politiecel, tijdens oorlog en in het leger. Seksuele mishandeling van mannen is niet beperkt tot een geografisch gebied en treedt op bij mannen van elke leeftijd. De verschillende vormen van seksueel geweld tegen mannen zijn verkrachting, gedwongen sterilisatie, gedwongen masturbatie en genitaal geweld (waaronder circumcisie (besnijdenis) en castratie).
Seksueel geweld tegen mannen komt vaker voor dan vaak wordt gedacht. De reikwijdte van dergelijke misdaden is echter onbekend, vooral als gevolg van slechte of ontbrekende documentatie. Onderaangifte bij seksueel geweld tegen mannen (het feit dat er in veel gevallen geen aangifte wordt gedaan) is vaak het gevolg van angst, verwarring, schuldgevoel, schaamte en stigma of een combinatie daarvan. Bovendien zijn mannen terughoudend om te praten over het feit dat zij slachtoffer zijn van seksueel geweld. Hierbij speelt het beeld van mannelijkheid een rol. Mannelijkheid kan dan niet samengaan met slachtofferschap, met name in samenlevingen waar mannelijkheid wordt gelijkgesteld aan de mogelijkheid om macht uit te oefenen. Slachtofferschap wordt dan als strijdig met mannelijkheid gezien. Dat geldt voor de aanval zelf en het omgaan met de gevolgen. Door de onderrapportage is het bewijs ervan anekdotisch.
Als seksueel geweld tegen mannen al wordt erkend en gemeld, wordt het vaak "misbruik" of "marteling" genoemd. Er is de neiging seksuele aanvallen op mannen af te doen als iets anders. Dit kan bijdragen aan de geringe of ontbrekende rapportage, die voortkomt uit de overtuiging dat seksueel geweld een vrouwenzaak is en dat mannen hier niet het slachtoffer van worden.

### Kinderen
Seksueel geweld tegen kinderen is een vorm van kindermishandeling. Het omvat aanranding en verkrachting, en het misbruik van kinderen in de prostitutie of pornografie.
Seksueel geweld is een ernstige inbreuk op de rechten van kinderen, die kan leiden tot ernstige lichamelijke en psychologische trauma's van het slachtoffer. Een onderzoek van de WHO uit 2002 schatte dat 223 miljoen kinderen slachtoffer zijn geweest van seksueel geweld met fysiek contact. Vanwege de gevoeligheid van het probleem en de neiging de misdaad te verzwijgen, ligt het werkelijke cijfer waarschijnlijk nog veel hoger.
Meisjes worden vaker doelwit van seksueel misbruik dan jongens. Het WHO-onderzoek toonde aan dat 150 miljoen meisjes misbruikt werden en 73 miljoen jongens. Andere bronnen concluderen ook dat meisjes een groter risico lopen op seksueel geweld, zoals prostitutie.

## Oorzaken en factoren

### Verklaringen
De verklaring van seksueel geweld wordt bemoeilijkt door de vele vormen die het aanneemt en de vele omgevingen waarin het voorkomt. Seksueel geweld en partnergeweld overlappen sterk. Er zijn verschillende risicofactoren die de kans vergroten dat iemand tot seks gedwongen wordt, of dat iemand een ander tot seks dwingt. Verder zijn er factoren in de sociale omgeving, waaronder kennissen en familie, die de kans op verkrachting en de reactie daarop beïnvloeden.
Uit onderzoek blijkt dat de verschillende factoren elkaar versterken. Daardoor wordt de kans op seksueel geweld groter naarmate er meer factoren aanwezig zijn. Bovendien kan het belang van een bepaalde factor variëren met de levensfase.
Een veelvoorkomend fenomeen bij seksueel geweld is verlamming (ook wel 'verstijving' of 'tonische immobiliteit' genoemd). De seksuele avances van de ene persoon kunnen ertoe leiden dat de andere persoon zich met de dood bedreigd voelt. Als er geen andere mogelijkheden meer zijn om ongewenst seksueel contact te vermijden, besluiten de hersenen dan om het lichaam volledig te verlammen als overlevingsstrategie; een verlamd persoon kan zich dan niet meer bewegen en ook niets zeggen. Omdat dit fenomeen ongeveer 70% van alle slachtoffers van seksueel geweld overkomt, is dit een belangrijke reden om de andere persoon niet te verplichten om 'nee' te zeggen of zich anderszins tegen ongewenste seksuele avances te verzetten (omdat verlamde personen dat niet kunnen), maar om de initiatiefnemer te verplichten om consent te vragen en zich van seksuele handelingen te onthouden zolang de ander niet eerst duidelijk 'ja' heeft gezegd of anderszins heeft aangegeven in te stemmen met seks.

### Risicofactoren
Hier volgen de individuele risicofactoren:
- alcohol- en drugsgebruik
- delinquentie
- gebrek aan empathie
- algehele agressiviteit en acceptatie van geweld
- seksuele initiatie op jonge leeftijd
- dwingende seksuele fantasieën
- voorkeur voor onpersoonlijke seks en risico's nemen met seks
- blootstelling aan seksueel expliciete media
- vijandigheid naar vrouwen
- aanhangen van traditionele genderrolnormen
- hypermannelijkheid
- suïcidaal gedrag
- Voorafgaand seksueel slachtoffer- of daderschap

De risicofactoren in een relatie zijn:
- een gezinsomgeving gekenmerkt door fysiek geweld en conflicten
- ervaringen met fysiek, seksueel of emotioneel misbruik in de jeugd
- een gezinsomgeving waar emotionele steun ontbreekt
- een slechte relatie tussen ouder en kind, in het bijzonder met de vader
- omgang met seksueel agressieve, hypermasculiene en delinquente leeftijdsgenoten
- betrokkenheid  bij geweld of misbruik in een intieme relatie

Factoren in de omgeving kunnen zijn:
- armoede
- gebrek aan kansen op werk
- gebrek aan institutionele ondersteuning van de politiële en het justitiële systeem
- algemene tolerantie van seksueel geweld binnen de gemeenschap
- zwakke sancties van de gemeenschap tegen daders van seksueel geweld

### Daders
Er is geen stereotypisch profiel van seksueel gewelddadige personen. Een dader kan verschillende achtergronden hebben: het kan een bekende van het slachtoffer zijn zoals een vriend, een familielid, een partner of een kennis, of het kan een volslagen vreemde zijn. De veronderstelde primaire drijfveren achter seksueel gewelddadige handelingen zijn macht en overheersing en niet, zoals algemeen wordt aangenomen, seksueel verlangen. Seksueel geweld is eerder een gewelddadige, agressieve en vijandige daad bedoeld om het slachtoffer te vernederen, overheersen en terroriseren. Enkele redenen voor het plegen van seksueel geweld zijn: de seksuele potentie bewijs van de dader bewijzen, frustratie afreageren, compenseren van gevoelens van hulpeloosheid en seksuele bevrediging.
Gegevens over seksueel gewelddadige mannen zijn beperkt en betreffen vooral gearresteerde verkrachters, behalve in de Verenigde Staten, waar ook onderzoek is gedaan onder mannelijke studenten. Ondanks de beperkte informatie over seksueel gewelddadige mannen blijkt dat seksueel geweld te vinden is in bijna alle landen (hoewel heet niet overal even vaak voorkomt), in alle sociaal-economische klassen en in alle leeftijdscategorieën na de jeugd. Gegevens over seksueel gewelddadige mannen laten ook zien dat de meesten hun handelingen op vrouwen richten die ze al kennen. Het risico dat een man iemand zal verkrachten, wordt vergroot door de houding, overtuiging en het gedrag als gevolg van situaties en sociale omstandigheden die misbruik mogelijk maken.

## Gevolgen
Seksueel geweld is een ernstig probleem voor de volksgezondheid en het heeft negatieve fysieke en psychische gevolgen voor de gezondheid en het welzijn op zowel korte als lange termijn. Er is bewijs dat mannelijke en vrouwelijke slachtoffers van seksueel geweld soortgelijke gevolgen kunnen ervaren op het gebied van geestelijke gezondheid, gedrag en sociale gevolgen. Watt, Hossain en Zimmerman (2013) meldden dat 72,4% van de slachtoffers op zijn minst een gynaecologische klacht had. 52,2% had last van chronische lage buikpijn, 27,4% van abnormale vaginale bloedingen, 26,6% van onvruchtbaarheid, 25,3% van genitale zweren, en 22,5% van zwellingen in de buik. 18,7% van de deelnemers had ook last van ernstige psychische en chirurgische morbiditeit, waaronder alcoholisme. 69,4% toonde aanzienlijke psychische nood, 15,8% deed een poging tot zelfdoding, 75,6% had minstens een chirurgische klacht. 4,8% van de deelnemers was Hiv-positief. Bij seksueel misbruik van een kind (SMK) kan het kind psychische stoornissen krijgen die kunnen voortduren tot in het volwassen leven, vooral als het misbruik geslachtsgemeenschap inhield. Studies onder misbruikte jongens hebben aangetoond dat ongeveer een op de vijf in hun latere leven zelf kinderen misbruikt. SMK kan leiden tot negatieve gedragspatronen in het latere leven, leerproblemen en regressie of een langzamere ontwikkeling.
De tabel hieronder geeft een paar voorbeelden van mogelijke fysieke en psychische gevolgen van seksueel geweld.
| Voorbeelden van fatale uitkomsten in verband met seksueel geweld | | |                                                                           |
| - Zelfmoord - Moord - AIDS-gerelateerd | | |                                                                           |
| Voorbeelden van niet-fatale uitkomsten in verband met seksueel geweld | | |                                                                           |
| Lichamelijke gevolgen | Lichamelijke gevolgen | Psychische gevolgen | Psychische gevolgen                                                       |
| - Ongewenste zwangerschap - Onvruchtbaarheid - Seksuele disfunctie - Chronische pijn in het bekken - Seksueel overdraagbare aandoeningen (soa), zoals hiv/aids - Obesitas of anorexia | - Infecties van de urinewegen - Maag-darmstoornissen - Gynaecologische en complicaties in de zwangerschap - Migraine en andere vaak voorkomende hoofdpijn - Vermoeidheid - Misselijkheid | - Verkrachting trauma syndroom - Post-traumatische stress-stoornis - Sociale fobieën - Shock - Verhoogd gebruik of misbruik van verslavende middelen - Ontkenning | - Angst - Verwarring - Schuld - Depressie - Vervreemding - Eetstoornissen |

Verder kunnen slachtoffers van seksueel geweld in sommige gevallen ook worden gestigmatiseerd en verstoten door hun familie en anderen. Maatschappelijke percepties dat het slachtoffer seksueel geweld heeft uitgelokt, leiden ertoe dat seksueel misbruik weinig bekendgemaakt wordt. Dit geeft ernstige psychische problemen, vooral bij kinderen. Meer interventies zijn dus nodig om de maatschappelijke houding over seksueel geweld te veranderen, evenals inspanningen om gesprekspartners van slachtoffers over het geweld te informeren.

## Behandeling en nazorg
Ongeveer 5% van de verkrachtingen van vrouwen door mannen leidt tot zwangerschap. Om die reden wordt op de spoedeisende hulp aan die vrouwen nood-anticonceptie aangeboden. Preventieve geneesmiddelen tegen seksueel overdraagbare aandoeningen (soa's) worden gegeven aan slachtoffers van alle vormen van seksueel geweld (in het bijzonder voor de meest voorkomende ziekten, zoals chlamydia, gonorhea, trichomoniasis en bacteriële vaginosis), en er wordt bloed afgenomen om te testen op soa's (zoals Hiv, hepatitis B en syfilis). Elk slachtoffer met schaafwonden wordt ingeënt tegen tetanus als sinds de laatste vaccinatie ten minste vijf jaar zijn verstreken. Een kortetermijnbehandeling met een benzodiazepine kan helpen bij acute angst en een antidepressivum kan nuttig zijn voor de symptomen van PTSS, depressie en paniekaanvallen.

## Preventie

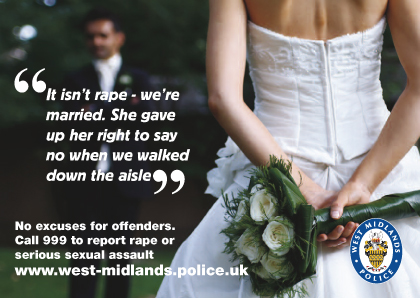
Campagneposter tegen seksueel geweld (politie West Midlands 2012)

Er zijn weinig initiatieven voor het aanpakken van seksueel geweld en maar weinig zijn ook geëvalueerd. De benaderingen verschillen, de meeste interventies zijn ontwikkeld en geïmplementeerd in de geïndustrialiseerde landen. Hoe relevant deze zijn in andere omgevingen is niet bekend. Vroegtijdige interventies en psychologische hulp kunnen veel van de schadelijke en blijvende psychische gevolgen van seksueel misbruik voorkomen of minimaliseren. De interventies die zijn ontwikkeld, kunnen als volgt worden gecategoriseerd.
| Initiatieven ter voorkoming van seksueel geweld | Initiatieven ter voorkoming van seksueel geweld  | Initiatieven ter voorkoming van seksueel geweld | Initiatieven ter voorkoming van seksueel geweld |
| Individuele benaderingen                        | Reacties vanuit de gezondheidszorg               | Inspanningen vanuit de gemeenschap              | Wetgeving en beleid                             |
| ----------------------------------------------- | ------------------------------------------------ | ----------------------------------------------- | ----------------------------------------------- |
| Psychologische zorg en steun                    | Medisch-juridische diensten                      | Preventiecampagnes                              | Wetswijzigingen                                 |
| Reclassering van daders                         | Training voor zorgprofessionals                  | Community-activisme door mannen                 | Internationale verdragen                        |
| Ontwikkelingsbenaderingen                       | Preventie van hiv-infectie                       | Voorlichting op scholen                         | Handhavingsmechanismen                          |
|                                                 | Zorgcentra voor slachtoffers van seksueel geweld |                                                 |                                                 |

Er is ook een benadering van preventie uit het oogpunt van volksgezondheid. Omdat seksueel geweld wijdverbreid is en rechtstreeks of indirect van invloed is op een gemeenschap als geheel, stimuleert een op de gemeenschap gerichte benadering niet alleen de slachtoffers en hun advocaten om bewustwording te bevorderen en seksueel geweld te voorkomen, maar spreidt deze de verantwoordelijkheid om dat te doen over de gemeenschap. Het CDC-rapport over de preventie van seksueel geweld zegt: Een dialoog beginnen betekent het vier-stappenmodel volgen.
1. Omschrijven van het probleem: gegevens verzamelen over de slachtoffers, de daders, waar het plaatsvindt, en hoe vaak het gebeurt.
2. Identificeren van risico- en beschermende factoren: de risicofactoren onderzoeken die mensen in gevaar kunnen brengen slachtoffer te worden.
3. Het ontwikkelen en testen van preventiestrategieën: werken met leiders van de gemeenschap en hulpverleners om verschillende strategieën ter preventie van seksueel geweld te testen.
4. Zorgen voor een brede toepassing: het bevorderen van kennis over de succesvolle preventiestrategieën.

Programma's voor de preventie van seksueel misbruik van kinderen zijn in de VS ontwikkeld in de jaren 1970 en werden oorspronkelijk uitgevoerd onder kinderen. Programma's voor ouders zijn de jaren 1980 ontwikkeld en hadden de vorm van eenmalige bijeenkomsten van twee tot drie uur. Begin 21e eeuw zijn er internetprogramma's ontwikkeld.

## Statistieken
Seksueel geweld is een ernstig ondergerapporteerd fenomeen, daardoor geven de beschikbare statistieken waarschijnlijk geen goed beeld van de omvang van het probleem. De beschikbare gegevens zijn schaars en versnipperd. De gegevens van de politie zijn bijvoorbeeld vaak onvolledig en beperkt. De gegevens van de medisch-juridische klinieken aan de andere kant, kunnen vertekend zijn door de gewelddadiger incidenten. Daarnaast is het aantal mensen dat op zoek is naar medische diensten voor problemen die verband houden met seksueel geweld ook relatief klein.
Redenen om niet te rapporteren zijn schaamte en verlegenheid, angst niet geloofd te worden, angst voor de dader, angst voor de rechtszaak en niet kunnen geloven dat de politie iets zou kunnen doen om te helpen. Mannen zijn nog onwilliger om seksueel geweld te melden, door grote verlegenheid en bezorgdheid over demening van anderen, hun mannelijkheid en het feit dat ze niet in staat waren de aanval te voorkomen. De gegevens over de omvang van seksueel geweld tegen mannen zijn dan ook bijzonder beperkt. Ook seksueel misbruik van kinderen is ondergerapporteerd. De meeste gegevens worden verkregen door volwassenen te vragen naar hun ervaringen in het verleden.
Een van de redenen van het niet melden is dat kinderen geen zelfstandige toegang hebben tot de resources. Daarvoor is normaliter de medewerking van een van de ouders nodig, die het kind misschien niet gelooft of zelf de dader is.
Gegevens over seksueel geweld komen van de politie, klinische instanties, niet-gouvernementele organisaties (ngo's) en uit onderzoek. De relatie tussen deze bronnen en de mondiale omvang van het probleem van seksueel geweld kan gezien worden als een ijsberg die in water drijft (zie het diagram). De kleine zichtbare top vertegenwoordigt gevallen die bij de politie worden gemeld. Een groter deel kan opgehelderd worden door onderzoek en het werk van ngo's.
Ook uit het gedachte-experiment Man of beer uit 2024 bleek dat veel vrouwen last hadden van het fenomeen: de meesten kozen liever voor het onbekende om te vermijden dat zij mogelijk negatieve ervaringen met mannen opnieuw moeten beleven.

## Cultuur
Seksueel geweld komt in alle culturen voor, met verschillende definities. Het is denkbaar dat culturen waar de man en zijn rol hoger aangeschreven staan, hem kunnen aanmoedigen aan "rechten" te denken. Een vrouw die geen seks wil, kan als bedreiging worden gevoeld voor de mannelijkheid, een mannelijke identiteitscrisis veroorzaken en leiden tot seksuele overheersing en geweld. Slachtoffers die zich proberen te verzetten of willen ontkomen, worden eerder wreed behandeld door de dader wat de dader een groter gevoel van macht geeft. Dit bleek bij de groepsverkrachting van Nirbhaya in New Delhi in december 2012. In patriarchale culturen kan een dader ieder verzet van een vrouwelijk slachtoffer opvatten als een belediging van zijn “mannelijkheid”, die dan tot meer geweld leidt.
Er is een theorie die seksueel geweld opvat als sociocultureel van aard, en juist niet als een gevolg van de biologische seksuele drang van een man. Die andere, biologische theorie beschrijft seksueel geweld als natuurlijk gedrag en een uitvloeisel van de "biologische neiging om zich voort te planten, die een positief effect heeft op het succes van de persoon (die overgaat tot seksueel geweld) bij de voortplanting. De socioculturele theorie houdt rekening met machtsverschillen tussen genders, morele waarden, mannelijke dominantie en houding tegenover geweld."

## Feminisme en seksueel geweld
Feministische onderzoekers en activisten hebben unieke bijdragen geleverd aan de discussie over seksueel geweld tegen vrouwen en mannen. Zij stellen dat de onderliggende oorzaken van seksueel geweld liggen in de sociale structuur die gekenmerkt wordt door ernstige ongelijkheid, waarin de man dominant is en de vrouw uitgebuit. Feministen menen dat de huidige zwakke institutionele regels tegen seksueel geweld en ook de oneerlijke behandeling van slachtoffers een rechtstreeks gevolg zijn van opvattingen over mannen, vrouwen en hun seksuele relaties. Feministische kritiek leidde tot een nauwere samenwerking tussen feminisme en psychologie bij de bestudering van seksueel geweld.
Het onderzoek naar een verband tussen gendergerelateerd seksueel geweld aan de ene kant en machtsambitie en onderschikking aan de andere kant uit de jaren 1970 had veel invloed. Binnen deze context werd verkrachting beschouwd als een van de belangrijkste tactieken van mannen om vrouwen te intimideren. Huiselijk geweld kan worden beschouwd als een uitzonderlijk heftige vorm van patriarchale overheersing en onderdrukking.
Sommige feministische opvattingen over pornografie legden een verband tussen verkrachting en vormen van pornografie, die vernedering en geweld tegen vrouwen laten zien. Hiervoor ontbreekt echter goed empirisch bewijs en er zijn ook feministen die menen dat bepaalde feministische vormen van pornografie juist emanciperend kunnen werken.
Er zijn ook marxistische en feministische theorieën gecombineerd om seksueel geweld te verklaren. Volgens dit perspectief zijn arbeid en seks vergelijkbaar in de rollen die ze kunnen spelen in uitbuitingssystemen (het kapitalisme respectievelijk het patriarchaat): zowel arbeid als seks worden geproduceerd door de uitgebuite persoon zelf en beide worden hen onder dwang afgenomen.
Volgens sommige feministische onderzoekers ervaren niet alle vrouwen precies hetzelfde bij seksueel geweld en de gevolgen ervan. Zo zijn ras en etniciteit daarbij significante factoren. Daarom werd voorgesteld om seksueel geweld niet alleen feministisch of antiracistisch te bezien, maar met meerdere overlappende invalshoeken (intersectionaliteit).
Feministische ideeën hielpen om internationale bewegingen op gang te brengen tegen geweld tegen vrouwen, inclusief seksueel geweld. Deze agenda is ook aangenomen door feministische organisaties, zoals bijvoorbeeld wordt aangetoond door de opzet van de Rape Task Force van de Amerikaanse National Organization for Women (NOW).

## Geschiedenis

### Oudheid
De oudste verwijzingen naar seksueel geweld staan in de geschriften van verschillende antieke culturen, zoals Oude Grieken en Romeinen, bij wie vrouwen werden gezien als bezit zonder enige rechten over hun lichaam of seksuele integriteit. Verkrachting van vrouwen in vredestijd werd daarom gezien als een vorm van diefstal die alleen hun eigenaren raakte: hun vaders, echtgenoten, zonen of broers. Een taalkundig bewijs kan nog steeds gevonden worden het moderne Engelse werkwoord to rape ('verkrachten'), dat afstamt het Latijnse werkwoord rapere, dat oorspronkelijk betekende 'stelen, afpakken, roven, meenemen'. Iedere inbreuk of schade aan een vrouw of meisje werd hoofdzakelijk gezien als een overtreding tegen haar man als ze getrouwd was, of tegen haar vader als ze (nog) niet getrouwd was, en daarnaast een misdaad tegen de gemeenschap en de openbare zeden in plaats van een misdaad tegen de individuele vrouw of het meisje zelf. In de meeste gevallen werd het slachtoffer de schuld gegeven omdat zij de familie ten schande had gemaakt, vooral als ze nog niet was getrouwd en haar maagdelijkheid was verloren tijdens de verkrachting. Veel culturen probeerden dit op te lossen door de verkrachter het slachtoffer te laten trouwen zodat de laatste haar 'familie-eer' kon herstellen. In oorlogstijd werd seksueel geweld, met name verkrachting, gezien als een normaal bijverschijnsel van oorlog, als "een sociaal geaccepteerd gedrag dat prima binnen de regels van oorlogvoeren" viel. In het oude Griekenland waren vrouwen soms zelfs de reden om een stad aan te vallen, zodat de vrouwen konden worden gevangen en meegenomen als oorlogsbuit om er nieuwe echtgenotes, bijvrouwen, slavinnen of trofeeën van te maken voor de mannen van de aanvallende stad. Omdat seksueel geweld tegen vrouwen zo gewoon was in zowel oorlogstijd als vredestijd werd niet beschreven wat de methoden, doelen en omvang van zulk geweld waren; het geweld had geen gezicht en geen naam.

### Middeleeuwen en vroegmoderne tijd
In de Europese middeleeuwen heerste een sterk patriarchale opvatting van seksueel geweld. In vredestijd hadden echtgenotes geen recht om hun mannen seks te weigeren. Hoewel er wetten waren die verkrachting bestraften (doorgaans nog steeds geïnterpreteerd als 'diefstal van andermans bezit'), werd seksueel geweld meestal gezien als rechtvaardig of zonder relevante gevolgen. Meestal werd seksueel geweld niet bestraft, afhankelijk van wat de elite ervan vond (en die beschouwde seksueel geweld meestal als een niet zo belangrijk maatschappelijk probleem).
Deze opvatting werd vanaf de vroegmoderne tijd ook overgebracht naar de overzeese koloniën van de Europeanen. In bijvoorbeeld Alta California hanteerde de katholieke clerus bij hun pogingen om Indianenvrouwen te kerstenen meestal lijfstraffen zoals geseling, ketening of opsluiting in schandblokken. In deze context, waarbij werd gepoogd om een bepaalde sociale orde te herstellen, werden vrouwen vaak het slachtoffer van seksueel geweld als zij politiek acief waren en een bedreiging voor de bestaande orde vormden. Wat betreft oorlog oordeelden juristen, schrijvers en geleerden dat, mits de oorlog rechtvaardig was, er geen grenzen waren aan de methoden om de overwinning te behalen. Alberico Gentili (1552–1608) was echter een van de eersten die de noodzaak besprak om het lijden van vrouwen te verminderen en verkrachting te verbieden in zowel vredestijd als oorlogstijd. Deze opvatting werd echter lange tijd niet algemeen geaccepteerd, aangezien vrouwen en kinderen die niet meededen aan het vechten toch tot de vijand werden gerekend. De patriarchale opvatting over vrouwen bleef leidend in vrede en oorlog.

### Codificatie van wetten over gendergerelateerde misdaden (ca. 1800–1945)
In de loop der eeuwen veranderden oorlogswetten en -gebruiken in de richting van een bredere veroordeling van seksueel geweld en erkenning van de noodzaak om de (potentiële) slachtoffers te beschermen. Tijdens de Amerikaanse Burgeroorlog (1861–1865) begonnen de Verenigde Staten de gewoonteregels die landoorlogen reguleerden te codificeren. Op 24 april 1863 probeerde president Abraham Lincoln onder meer het seksuele gedrag van de noordelijke soldaten jegens burgers in vijandig gebied te reguleren met de Lieber Code, die een van de eerste expliciete verboden op verkrachting bevatte. Paragrafen 44 en 47 van de Lieber Code bevatten bepalingen die verscheidene misdaden verboden waaronder '(...) elke verkrachting (...) door een Amerikaanse soldaat in een vijandig land tegen zijn inwoners (...) op straffe des doods of een gelijksoortige zware straf die gepast lijkt voor de ernst van het misdrijf.' Zo was de legerleiding de enige handhaver, met het recht om soldaten onmiddellijk te executeren.
Artikel 46 van de Bijlage van het "Verdrag nopens de wetten en gebruiken van den oorlog te land (IV)" van de Tweede Haagse Vredesconferentie (18 oktober 1907), bepaalde dat 'De eer en de rechten van het gezin (...) moeten worden geëerbiedigd',. Dit wordt meestal uitgelegd als een impliciet verbod op seksueel geweld of verkrachting. Omdat seksueel geweld echter opnieuw werd voorgesteld als een 'eremisdrijf' tegen de familie in plaats van een geweldsmisdrijf tegen het individu, meende Clack (2018) dat deze bepaling 'een stap terug [was] ten opzichte van de Lieber Code.'

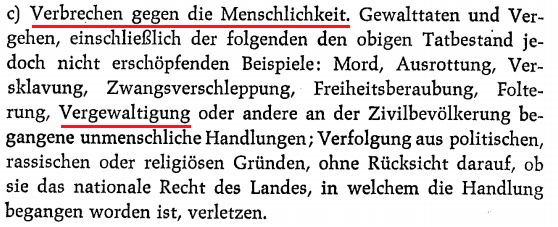
Wet nr. 10 (1945) schaarde 'verkrachting' onder 'misdaden tegen de menselijkheid'.

Na de Tweede Wereldoorlog (1939–1945) werd seksueel geweld behandeld tijdens de Processen van Neurenberg en het Proces van Tokio, hoewel verkrachting niet expliciet werd genoemd in de uiteindelijke vonnissen. De transcripten van de processen bevatten bewijs van verkrachting, seksuele slavernij, seksuele martelingen, seksueel sadisme, seksuele verminking, gedwongen sterilisaties, gedwongen abortussen, gedwongen naaktheid, gedwongen pornografie en gedwongen prostitutie. Pas na het Proces van Tokio, toen – voor het eerst op basis van de commandostructuur – Japanse commandanten werden veroordeeld omdat ze de verkrachting en seksuele slavernij van troostmeisjes tijdens de Tweede Wereldoorlog niet hebben voorkomen, werd seksueel geweld zelf geleidelijk als een misdaad erkend. Deze opvatting kwam voor het eerst naar voren na Neurenberg en Tokio in de tweede reeks processen voor de vervolging van "mindere" oorlogsmisdadigers in het door de geallieerden bezette Duitsland, waar de Geallieerde Controleraad op 20 december 1945 Wet nr. 10 (Duits: Kontrollratsgesetz Nr. 10) invoerde, waarin Artikel II, paragraaf 1 (c) verkrachting expliciet onder de 'misdaden tegen de menselijkheid' schaarde.

### Internationaalrechtelijk kader (sinds 1945)
Volgens het internationaal humanitair recht (IHL) is seksueel geweld in alle gewapende conflicten streng verboden en volgens het internationaal mensenrecht en internationaal gewoonterecht is het zelfs te allen tijde streng verboden. Het IHL garandeert dat vrouwen worden beschermd door een tweetraps benadering, namelijk algemene bescherming (gelijkwaardig aan die voor mannen) en specifieke bescherming. Het IHL biedt speciale bescherming aan vrouwen in situaties waarin zij kwetsbaarder zijn en daarom extra behoeften hebben, zoals weduwen, zieken en gewonden, migranten, ontheemden en gedetineerden.
Historisch doorslaggevende jurisprudentie gevormd door de ad hoc-tribunalen Rwandatribunaal (ICTR) in Arusha en het Joegoslaviëtribunaal (ICTY) in Den Haag hebben seksueel oorlogsgeweld erkend als vormen van genocide en misdaden tegen de menselijkheid. De veroordeling van Jean-Paul Akayesu voor genocide en misdaden tegen de menselijkheid door het Rwandatribunaal op 2 september 1998 is de eerste rechtszaak waarin seksueel geweld werd beschouwd als een integraal onderdeel van genocide zoals gedefinieerd in het Genocideverdrag (1951). De eerste rechtszaak die zich alleen richtte op het plegen van systematisch seksueel geweld (zogenaamde 'verkrachtingskampen') en misdaden tegen de menselijkheid gepleegd tegen vrouwen en meisjes was de zaak-Foča, behandeld door het Joegoslaviëtribunaal. Het Statuut van Rome inzake het Internationaal Strafhof (ICC) heeft verkrachting en andere vormen van seksueel geweld ook expliciet opgenomen in de lijst van oorlogsmisdaden en erkent seksueel geweld daarom als een ernstige inbreuk op het internationaal humanitair recht en op de Geneefse Conventies.
Sinds 1945 is er een groot aantal internationaalrechtelijke documenten opgesteld en aangenomen, zowel "hard law" (wettelijk bindende afspraken) als "soft law" (niet-bindende richtlijnen), die regels, richtlijnen en normen hebben vastgesteld voor de bescherming van slachtoffers van seksuele misdrijven. Dit zijn onder meer het Verdrag inzake de uitbanning van alle vormen van discriminatie van vrouwen (CEDAW, Verenigde Naties 1979); de Verklaring inzake de uitbanning van geweld tegen vrouwen (Verenigde Naties 1993); het Inter-Amerikaans Verdrag Inzake de Preventie, Bestraffing en Uitbanning van Geweld tegen Vrouwen, oftewel het Verdrag van Belém do Pará (Organisatie van Amerikaanse Staten 1994); het Maputo-protocol (Afrikaanse Unie 2003), de Verklaring van Wenen en Actieprogramma (Verenigde Naties 1993) en de Istanboel-conventie (Raad van Europa 2011). De Veiligheidsraad van de Verenigde Naties, de ECOSOC en de Mensenrechtenraad van de Verenigde Naties houden geen rekening met de aard van het conflict met betrekking tot de bescherming van vrouwen in oorlogstijd. Drie rapporten van de secretaris-generaal van de VN en vijf resoluties van de VN-Veiligheidsraad richten zich specifiek op seksueel geweld. Resolutie 1888 Veiligheidsraad Verenigde Naties (30 september 2009) bepaalde dat er een Speciale Vertegenwoordiger van de Secretaris-Generaal voor Seksueel Geweld in Conflict (SRSG-SVC) diende te worden aangesteld. Deze functie kreeg zes prioriteiten en er werden acht landen aangewezen die prioriteit verdienden: Bosnië en Herzegovina, de Centraal-Afrikaanse Republiek (CAR), Colombia, Congo-Kinshasa (DRC), Ivoorkust, Liberia, Soedan en Zuid-Soedan. De SRSG-SVC opereert ook in het Midden-Oosten (Syrië) en in Azië (Cambodja). Ondanks de strenge bepalingen in het internationaal recht zijn de middelen om het verbod op seksueel geweld af te dwingen in veel delen van de wereld zwak of zelfs ontbrekend.